# Magnús Eiríksson
Magnús Eiríksson (22. juni 1806 - 3. juli 1881) var en islandsk teologisk forfatter, søn af den islandske bonde Eiríkur Grímsson på Skinnalón i Thingø Syssel (Norður-Þingeyjarsýsla), og præstedatteren Thorbjörg Stephánsdatter.

## Uddannelse
Eiríksson gik i Bessastaðir latinskole, hvorfra han i 1829 dimitteredes som nummer et. Derpå blev han antaget som kontorist hos stiftamtmanden på Island, Lorentz Angel Krieger. Denne fik interesse for den unge, brave studerende og skaffede ham midler til at indstille sig i København som artiumskandidat og til i seks år at opholde sig ved universitetet for at studere teologi. I 1837 aflagde Eiríksson den teologiske embedsprøve. Syv år efter betrådte han forfatterbanen med bogen Om Baptister og Barnedaab (1844).

## Forfattervirksomhed
Egentlig besad Eiríksson intet anlæg herfor; det var ikke så meget lyst til at give sine tanker et skriftligt udtryk som hans
humant-religiøse sind, der drev ham ind på denne vej. Christian 8.’s regering fór hårdt frem mod baptisterne og deres voksendåb her til lands og ville ved vold tvinge dem til at lade deres børn døbe.
Striden om baptisterne i 1840'erne
I den litterære strid, som i den anledning fandt sted, deltog Eiríksson med sit voluminøse skrift Baptister og Barnedåb
(1844) på flere end 750 sider. Her hævdede Eiríksson, at barnedåben aldeles ikke er apostolisk, men senere opstået og indført i kirken, og at en opfattelse af dåben som "en Nedsænkning i Guds Væsen", "en Meddelelse
af den Jesu iboende Guddomsfylde" eller som en overgang til en "ny Natur"—at dette alt sammen blot er moderne udtryk for den mod sund fornuft og naturlig betragtning stridende anskuelse: at det nyfødte barn er besat af en djævel, som ved dåbsakten skal uddrives.

## Polemisk litteratur imod især Martensen
Mellem Eiríkssons skrifter fra 1844 til 1850, der alle har en polemisk karakter, må mærkes hans tre mod Hans Lassen Martensens
spekulative teologi rettede afhandlinger:
- Dr. Martensens trykte moralske Paragrapher, eller det saakaldte "Grundrids til Moralphilosophiens System af Dr. Hans Martensen", i dets forvirrede, idealistisk-metaphysiske og phantastisk-speculative, Religion og Christendom undergravende, fatalistiske, pantheistiske og selvforguderiske Væsen, København: H.G. Klein 1846,
- Speculativ Rettroenhed, fremstillet efter Dr. Martensens ”christelige Dogmatik” og geistlig Retfærdighed, belyst ved en Biskops Deeltagelse i en Generalfiskal-Sag, København 1849 og
- Den nydanske Theologies Cardinaldyder belyste ved Hjelp af Dr. Martensens Skrifter samt Modskrifterne, tilligemed 75 theologiske Spørgsmaal, rettede til Dr. H. Martensen, København 1850.

Eiríksson henvender sig til kongen vedrørende Hans Lassen Martensen
Da det for Eiríkssons sunde forstand og ærlige hjerte stod som en fare, om den akademiske ungdom aldeles lod
sig henrive af denne "forskruede Theologi" (thi daværende professor Martensen var begyndt at blive de teologiske studerendes yndlingslærer), henvendte han sig til højere vedkommende med anmodning om at skride ind herimod, og da dette ikke hjalp, sendte
han majestæten selv et brev herom. I dette brev havde Eiríksson tillige anket over nogle af regeringens handlinger
og erklæret sig imod flere af dens grundsætninger; thi han var en "afgjort politisk liberal" .
Denne djærve henvendelse blev naturligvis taget Eiríksson meget ilde op, og generalfiskalen fik ordre til at anlægge sag
imod ham. Men netop som denne proces stod på, døde Christian 8., og med den nye forfatning udstedtes et
amnestidekret, hvoraf også Eiríksson kom til at nyde godt.
Ugunstig økonomisk stilling
Eiríksson havde i sine første kandidatår på grund af
sine grundige og solide teologiske kundskaber
været en søgt manuduktør; men hans hensynsløse
opposition mod modeteologien bragte hans gamle
anseelse i dalen, og snart bankede ingen flere
manuducender på hans dør. Dertil kom, at han,
for at gøre sine venner tjenester, var kommet i
gæld til ågerkarle. Hans økonomiske stilling var
overordentlig trykket. På den tid kom Islands
biskop til København, og da han interesserede
sig for sin hæderlige landsmand og mente, at hans
ejendommelige meninger om dåben ikke ville hindre
ham i at udøve en præsts gerning, opfordrede han
Eiríksson til at søge kald på fødeøen.
Opgav efter kort tid præsteembede på Island, 1856
Eiríksson indgav også
sin ansøgning og blev virkelig 1856 kaldet til
præst på Island (Stokkseyri og Kaldaðarnes);
da indgav han atter ansøgning om at fritages for
embedet; thi et nyt gennembrud havde fundet sted
i hans religiøse bevidsthed.

## Fornyet forfattervirksomhed
Tidligere havde kun
enkelte dogmer som treenighedslæren og barnedåbens
mirakuløse virkning forekommet ham tvivlsomme, nu
begyndte han at tvivle om selve de nytestamentlige
skrifters integritet. Johannes-Evangeliet, som
hans gamle professor i teologi, Jens Møller,
altid havde forstået at indgyde sin elev ærefrygt for,
stod efterhånden for denne som et "falsk, uægte
Evangelium", der i Modsætning til de tre første
"ægte" evangelier gav en vrang forestilling om
Kristuspersonligheden.
Nu kunne der ikke længere for
Eiríksson være tale om at søge præstekald eller beklæde et
sådant. Hans opgave måtte være at udrede det sande
fra det falske i Det Nye Testamente. Fuld af religiøst
alvor, som en inderlig troende teist, tog han fat
på denne opgave og udgav i tidsrummet 1863-73 flere
større skrifter, som Om Johannes-Evangeliet (1863),
Gud og Reformatoren (1866), Paulus og Christus
(1871) og Jøder og Kristne (1873).

Alle går de ud
på at vise, at Jesus fra Nazaret ikke har været Gud,
men kun reformator af den jødiske teologi, som den
foreligger i Det Gamle Testamente; forfatteren til
Johannes-Evangeliet gør Jesus til en pralende
ordgyder, der stiller sig selv ved siden af den
evige Gud; Paulus gennemfører den gamle jødiske
offerteori, idet han lader Kristus ofre sig til Gud
på menneskenes vegne én gang for alle. Den rette,
sande opfattelse af Guds forhold til mennesket
har Kristus givet i den skønne parabel om "den
forlorne Søn". men den ægte kristelige lære om Gud
er efterhånden blevet mere og mere forvansket gennem
tiderne, og jo længere den kom bort fra sit hjemsted,
Palæstina.

## Vurdering
Alle, som kendte Eiríksson, så i ham en sjælden
grundhæderlig personlighed, et inderlig godt og
kærligt menneske og en klippefast karakter, der
ikke betænkte sig på at sætte livet ind for sin
overbevisning; men dommen om hans skrifter er meget
forskellig. At de ortodokse fordømmer dem, er en
selvfølge; men heller ikke de dannede fritænkere har
kunnet goutere dem, dertil er deres foredrag for tungt
og bredt, og deres vedhængen ved det mystiske for
stærk. Først og fremmest ville de vist tiltale den jævne
religiøse rationalist.
Eiríksson ville sikkert på sine
gamle dage have været udsat for nød, om ikke hans
venner havde skudt sammen til en livrente for ham,
der sikrede ham et simpelt udkomme. Da han døde
3. juli 1881, bekostede de også et smukt mindesmærke
med hans buste, der blev oprejst ved hans grav på
Garnisons Kirkegaard. Eiríksson var ugift.